# حور (اسم)
حور هو اسم مؤنث عربي يدل على النعومة والأنوثة والجمال.

## معنى الاسم
اسم حور هو اسم عربي ويكتب باللغة الإنجليزية Hoor، وهو اسم رقيق وناعم يشير إلى الفتيات الجميلات. اسم حور مقتبس من القرآن الكريم، وأشهرها حور العين وهن نساءٌ بيض أو شديدات بياض العين مع شدّة سواد الحدقة، أو نساء واسعات العيون مع شدّة بياض بياضها وسواد الحدقة. تتسم صاحبة اسم حور بالجمال والطيبة والرقة، كما أنها فتاة ذكية ولديها أحاسيس ومشاعر مرهفة، كما أنها تحب التعاون مع الناس، وتلفت الأنظار بجمالها وحسنها.

## السور التي ورد فيها اسم حور
- سورة الصافات : [وَعِندَهُمْ قَٰصِرٰتُ ٱلطَّرْفِ ] آية 48
- سورة الدخان  : [ كَذَلِكَ وَزَوَّجْنَاهُم بِحُورٍعِينٍ ] آية 54
- سورة الطور : [ مُتَّكِئِينَ عَلَىٰ سُرُرٍ مصفوفة وزوجناهم بِحُورٍ عِينٍ] آية 20
- سورة الرحمن : [حُورٌ مَّقْصُورَاتٌ فِي ٱلْخِيَامِ] آية 72
- سورة الواقعة : [ وحور عين] آية 22.

## حور في الشعر العربي
من شعر جرير قوله:
إِنَّ العُيونَ الَّتي في طَرفِها حَوَرٌ
قَتَلنَنا ثُمَّ لَم يُحيِينَ قَتلانا
يَصرَعنَ ذا اللُبَّ حَتّى لا حِراكَ بِهِ
وَهُنَّ أَضعَفُ خَلقِ اللَهِ أَركانا